# Oideterus magnificus
Oideterus magnificus es una especie de escarabajo longicornio del género Oideterus, categorizada en la tribu Anacolini, de la subfamilia Prioninae. Fue descrita por Galileo en 1987.
El período de actividad en ejemplares adultos se presenta regularmente en el mes de noviembre.

## Descripción
Mide 15,2 mm de longitud.

## Distribución
Se distribuye por América Central: Costa Rica y Panamá.